# Michel Rigel
Pour les articles homonymes, voir Michel Martin, Martin et Rigel (homonymie).
 (août 2011).
Michel Rigel, pseudonyme de Michel Martin, né à Bordeaux le 16 février 1950, est un peintre, illustrateur, graveur, lithographe et sculpteur français.

## Biographie
Michel Rigel est issu d'une famille de vignerons bordelais à Saint-Estèphe. Sa mère Jeannine Cousteau était professeur d'enseignement général puis peintre animalier, spécialisée dans les tableaux de chasse. C'est dans la région du Sud-Ouest à Pau en 1962 qu'il a commencé à peindre.
Après des études dans les Pyrénées-Atlantiques, il travaille dans un cabinet d'architecture puis monte à Paris en 1969, il a 19 ans. Il fréquente les cours de dessins académiques, s'installe rue Élysées des Beaux-Arts et travaille avec les vieux peintres de la butte Montmartre au pied du Sacré-Cœur, présente ses toiles sur la place du tertre ; il peint le Sacré-Cœur, la maison de Mimi Pinson et le Moulin de la Galette.
Il se perfectionne en travaillant la gravure et la lithographie chez Bellini, imprimerie artistique, où subsistent encore dans l'atelier les dernières machines à lithographier de Toulouse-Lautrec. C'est dans ce lieu historique qu'il rencontre Vieira da Silva et Zao Wou-Ki.
Dès 1974, il est influencé par le surréalisme et peint notamment Crucifixion sur cinq planètes parallèles, La sixième sphéroïde n'est pas de Léonard de Vinci, Perspectives démentielles des civilisations futures, La fin d'un microcosme, L'homme cybernétique, Pétropolis et Futura.
En 1990, il fonde avec quelques amis peintres l'association Peintre-Avenir, dissoute à la suite du suicide de l'un de ses membres fondateurs.

## Périodes artistiques
- 1967-1974 : période figurative : (Pau- Montmartre)
- 1975-1985 : influence du surréalisme et sculpture en taille directe : (Grasse-Paris)
- 1985-2005 : influence du postimpressionnisme : (Venise- Paris)
- 2000-2008 : sculpture en terre-cuite et en bronze : (Paris)

## Expositions
Expositions collectives
- 1975-1988 : VIe Biennale Azuréenne, Cannes
- 1987 : Salon des Indépendants, Grand Palais Paris
- 1975 : VIe Salon de la Fondation Michel Ange dédié à Picasso et Picabia, Cannes.
- 1992 : De Bonnard à Baselitz : « Estampes/Gravures : 10 ans d'enrichissement du Cabinet des estampes », Bibliothèque Nationale de Paris. Aquatinte monochrome bleu de 1980, titre : Regard p. 349  (ISBN 2-7177-1854-0).

Expositions personnelles
- 1977-1980 - Galeries Lafayette/Paris. Art Curial: Av Matignon. G.Braun. G.Guillet. G.Bussieres, Paris.
- 1980-1990 - Inter-Forum : « Retro-Futur » Forum des Halles, Paris ; G. Édition le Chapitre. G. Galerie des Voutes: Le Treport/Eu. Drouot/Robert, Paris.
- 1996-2000 - Temps libres médias : « Contrastes ». Nef de l'hôtel de Ville-Paris.
- 2000-2002 - Galerie ART/3, Place des Vosges, Paris.
- 2002-2004 - Galerie Gérard Rambaud, rue des tournelles, Paris.

## Œuvres picturales
Peintre polymorphe, Michel Rigel a une production très importante, on recense plus de 2 000 peintures, 300 sculptures, 6 000 dessins dont 60 dessins en illustration dans Énigmes de l'Univers. Ses œuvres se sont vendues dans des collections particulières en Suisse (Genève), aux États-Unis (New York, Hawaï), au Brésil (Rio de Janeiro), au Japon (Tokyo), en Italie (Rome) et en Allemagne (Dusseldorf). Parmi celles-ci, on peut citer :
- La Sixième sphéroïde n'est pas de Léonard de Vinci, huile sur toile, 100 × 50 cm (1973), Collection particulière, acquisition : C. Pedron.
- Perspectives démentielles des civilisations futures, huile sur toile, 200 × 100 cm (1973), Collection particulière.
- Crucifixion sur cinq planètes parallèles, huile sur toile, 146 × 89 cm (1974), Collection privée.
- La femme créa l'Homme, huile sur toile, 92 × 73 cm (1974), Collection particulière, acquisition : H . Gasnier.
- Incrustation dans le minéral (1974), lithographie, Bibliothèque nationale de France, Paris[3]
- Viva Odilon Redon, huile sur toile, 40 × 30 cm (1976), Collection particulière, acquisition : M . Caillaux.
- Étreinte astrale, gravure (1977), Imprimerie artistique Bellini, BnF[4]
- Julia in the London Jet, huile sur toile, 55 × 38 cm (1978), Maître Robert Commissaire priseur, 9 rue Drouot Paris 75009 le 28 janvier 1985.
- Place Vendôme, huile sur toile, 35 × 24 cm (1979), Collection particulière, acquisition : M. Caillaux.
- Regard, eau-forte, aquatinte (Imprimerie artistique Bellini, 1980), BnF[5]
- Mona Lisa del Jiocondo, huile sur toile, 130 × 88 cm (1981), Maître Robert Commissaire priseur 9 rue Drouot 75009, vente : Drouot Paris le 28 janvier 1985.
- Femme à la monture polymorphe, dessin encre de Chine, 50 × 65 cm (1982), Collection particulière.
- David sacré Roi par Samuel, huile sur toile, 27 × 37,5 cm (1982), Maître Robert Commissaire priseur 9 rue Drouot 75009, vente : Drouot Paris le 28 janvier 1985.
- Venise la nuit, huile sur toile, 24 × 35 cm (1985), Acquisition : Association Peintres Avenir 75020 Paris.
- La Musicienne de Venise, huile sur toile, 30 × 25 cm (1986), Maître De Quay Commissaire priseur, vente : Drouot Paris en 1992.
- Florence des jardins Boboli, huile sur toile, 40 × 32 cm (1987), Collection particulière acquisition : M.Tournus.
- Maisons de campagne, huile sur panneau, 38 × 23,5 cm (1987), Maître Chayette Calmels Commissaire priseur, vente : Drouot Paris.
- La mosquée bleue, huile sur toile, 35 × 24 cm (1988), Maître Robert Commissaire priseur, vente : Drouot Paris le 4 février 1991.
- Clown au violon, huile sur toile, 100 × 62 cm (1990), Collection de l'artiste.
- Le Grand Canal et la Salute, huile sur toile, 62,5 × 78 cm (1991), Maître Robert Commissaire priseur 9 rue Drouot 75009, vente : Drouot Paris le 1er avril 1992.
- Le Palais du Luxembourg, huile sur panneau, 67 × 82 cm (1992), Collection particulière M. Domico.
- Corbeille de fruits, huile sur toile, 23 × 27 cm (1992), Maître Champin/Lombrail Commissaire priseur, vente Enghein les bains le 1er janvier 1994.
- Le grand voilier, huile sur toile, 46 × 58 cm (1993), Maître Siboni Commissaire priseur, vente Sceaux le 6 avril 1993.
- Le Moulin rouge Montmartre, huile sur toile, 33 × 41 cm (2009), Collection privée.
- Le Moulin de la Galette Montmartre, huile sur toile, 33 × 41 cm (2010), Collection privée.
- La Maison de Mimi Pinson Montmartre, huile sur toile, 33 × 41 cm (2011), Collection privée.
- Venise, Palais des Doges, huile sur panneau, 20 × 25 cm (1990), Musée Mazarin, Lesparre 33340. Acquisition 2022.

## Œuvres diverses

### Textes et Illustrations
- Enigmes de l'Univers  (ISBN 978-1-291-80906-0) Dépôt légal: janvier 2014
- Montmartre Brèves rencontres  (ISBN 978-1-326-57750-6) Dépôt légal: février 2016
- Montmartre Beauté de la Butte  (ISBN 978-1-326-64193-1) Dépôt légal mars 2016
- Léonard de Vinci La Montagne du Cygne  (ISBN 978-0-244-38814-0) Dépôt légal: Septembre 2018
- L'Homme  (ISBN 979-8-570-41705-2) Dépôt légal: novembre 2020
- Chats Célèbres et snobs  (ISBN 979-8-588-56774-9) Dépôt légal: décembre 2020
- Pulsions sur le Temps  (ISBN 979-8-5051-3156-5) Dépôt légal mai 2021
- Jean Marais Jean Cocteau Fusion  (ISBN 979-8-8288-9182-5) Dépôt légal juin 2022
- Jean Cocteau Rêves D'Opium  (ISBN 979-8-8297-0591-6) Dépôt légal juin 2022
- Jean Marais  (ISBN 979-8-8299-6996-7) Dépôt légal novembre 2022
- Leonardo da Vinci  (ISBN 979-8-3647-7628-0) Dépôt légal novembre 2022

### Illustrations
- Ernest Tyssandier d'Escous  (ISBN 978-2-322-03099-6) Dépôt légal: avril 2013
- Les Maisons de l'Encrier  (ISBN 979-10-90416-10-9) Dépôt légal: février 2014
- Jeux Floraux  (ISBN 979-10-90416-11-6) Dépôt légal: mars 2014
- Voyages en France  (ISBN 978-2-322-03592-2) Dépôt légal: avril 2014
- La Dame de Casteldoze  (ISBN 979-10-90416-13-0) Dépôt légal: avril 2014
- Jeux Floraux  (ISBN 979-10-90416-19-2) Dépôt légal: juin 2015
- Les Chats en aquarelles  (ISBN 978-2-8106-1743-2) Dépôt légal avril 2016
- Le chat Moine  (ISBN 978-2-322-07701-4) Dépôt légal: mai 2016
- Palimpsestes  (ISBN 978-2-322-11249-4) Dépôt légal: septembre 2016
- Colette Miscellanées  (ISBN 978-2-9535156-5-7) Dépôt légal: février 2017

## Collections publiques
- 1972 : fresque, Bord de mer marine, huile sur mur, 8 × 2,5 m, Préfecture de Paris, 75018. Actuellement bâtiment de la Ville de Paris.
- 1985 : la Ville de Paris lui demande la décoration d'une fresque intitulée Anti perspective- Anneau de Moebius, huile sur panneau, 7,5 × 2,5 m située au 104 rue d'Aubervilliers, 75019 Paris ; établissement édifié par Baltard en 1873 maintenant le complexe : Cenquatre.

Bibliothèque Nationale de France
- Étreinte astrale, 1977[4]
- Incustation dans le minéral, 1977[3]
- Alerte dans l'espace, 1980[6]
- La Prise de Troie, 1977[7]
- Regard, 1980[5]

## Musée
- Acquisition du Musée Mazarin, ville de Lesparre, 20 rue du Palais de Justice 33340. Tableau titreVenise, Palais des Doges, huile sur panneau, 20 × 25 cm, février 2022.

## Radios
- 2022 : Emission Dédicace, AQUI FM 98 radio de l'estuaire de la Gironde, le 6 février 2022, avec Michel Rigel, entretien sur la parution du livre sur Léonard de Vinci et Pulsions sur le Temps